# Paralinhomoeus mirabilis
Paralinhomoeus mirabilis är en rundmaskart. Paralinhomoeus mirabilis ingår i släktet Paralinhomoeus, och familjen Linhomoeidae. Arten är reproducerande i Sverige.